# Sông Lừ
Sông Lừ là tên một dòng sông tại Hà Nội, chảy trong địa bàn các quận Đống Đa, Thanh Xuân và Hoàng Mai.

## Mô tả
Sông Lừ cổ là một phân lưu của sông Kim Ngưu (và Kim Ngưu đến lượt nó lại là một phân lưu của sông Tô Lịch), tách khỏi sông Kim Ngưu ở Phương Liệt và chảy về phía Nam quận Hoàng Mai và hợp lưu với sông Tô Lịch. Tuy nhiên, do sông Kim Ngưu có nhiều đoạn bị lấp, nên đoạn Kim Ngưu còn sót từ Nam Đồng tới Phương Liệt ngày nay cũng được coi là sông Lừ. Mặt khác, khi thực hiện dự án cải tạo hệ thống thoát nước ở Hà Nội vào cuối thập niên 1990 đầu thập niên 2000, người ta đã nắn dòng cho phần lớn lượng nước sông Lừ đổ vào sông Sét rồi vào hồ điều hòa Yên Sở.
Sông Lừ ngày nay dài khoảng 10 km, lòng sông rộng từ 10 đến 20 m, chảy qua địa bàn các phường Nam Đồng, Quang Trung, Khương Thượng, Trung Tự, Kim Liên, Phương Mai (quận Đống Đa), Khương Mai, Phương Liệt (quận Thanh Xuân), Định Công, Đại Kim (quận Hoàng Mai). Đến Phương Liên, sông Lừ chia làm hai, một rẽ sang phía Đông tới Giáp Bát và hội lưu với sông Sét, một chảy tiếp về phía Nam qua Định Công và hội lưu với sông Tô Lịch tại phía Bắc khu đô thị Linh Đàm gần cầu Dậu, phường Đại Kim, quận Hoàng Mai. Nhánh hội lưu với Tô Lịch càng gần đến chỗ hội lưu thì dòng chảy càng bị thu hẹp lại. Hiện nay, đoạn đường đi ven hai bờ sông Lừ đang được mở rộng và hoàn thiện.